# ベルナール 82
ベルナール 82
ベルナール 82-B.3 （1934年頃）
- 用途：長距離爆撃機
- 製造者：ソシエテ・デ・アヴィオン・ベルナール
- 初飛行：1933年12月11日
- 生産数：2機

ベルナール 82（Bernard 82）は、ソシエテ・デ・アヴィオン・ベルナールが設計/製造したのフランスの単発単葉の長距離爆撃機である。2機の試作機が製造されただけで量産には入らなかった。

## 設計と開発
ベルナール 82は、長距離飛行の記録樹立のために製作された長距離機ベルナール 80 GRを基に開発された。全金属製の3座爆撃機は当時「報復爆撃機」（bombardier de represaillies）として知られ、中翼に配置された片持ち式の主翼に、エンジンは860 hp (641 kW)のイスパノ・スイザ 12Ybrs エンジンを搭載していた。試作初号機は1933年12月11日にル・ブルジェ空港から初飛行を行い、1934年3月に試作2号機がこれに続いた。試験飛行の間に胴体側面の連装ラジエーターは前面ラジエーターに変更されたが、最大の問題点は降着装置であった。引き込み式の降着装置は頻繁に故障して、脚が出ないまま着陸することになり、これは解決することなく1935年半ばには試験飛行は中止された。10機の量産契約はキャンセルされた。
1936年8月に試作2号機のエンジンがユンカース・ユモをライセンス生産した650 hp (485 kW)のCLM Lille 6ASに換装された。この航空用ディーゼルエンジンを搭載した機体は「ベルナール 86」と改称され1936年9月に開催されたパリ＝サイゴン・エアレースに参加申し込みをしたが、準備が間に合わず廃棄処分にされた。

## 要目
出典: The Illustrated Encyclopedia of Aircraft
諸元
- 乗員: 3
- 全長: 17.98 m （58 ft 113⁄4 in）
- 全高:
- 翼幅: 27.10 m（88 ft 11 in）
- 翼面積: 90.00 m2 （968.78 ft2）
- 空虚重量: 2,823 kg （6,224 lb）
- 運用時重量: 5,083 kg （11,206 lb）
- 動力: イスパノ・スイザ 12Ybrs 液冷 V型12気筒エンジン、641 kW （860 hp）   × 1

性能
- 最大速度: 317 km/h  197 mph
- 巡航速度: 260 km/h  162 mph
- 航続距離: 2,800 km  1,740 miles

武装
- 固定武装: 単装又は連装の 7.7mm (0.303in) 機関銃（機体背面）
- 爆弾: 4×200kg (441b) と 2×100kg (220lb) 爆弾（機体内部）